# Piëmontees

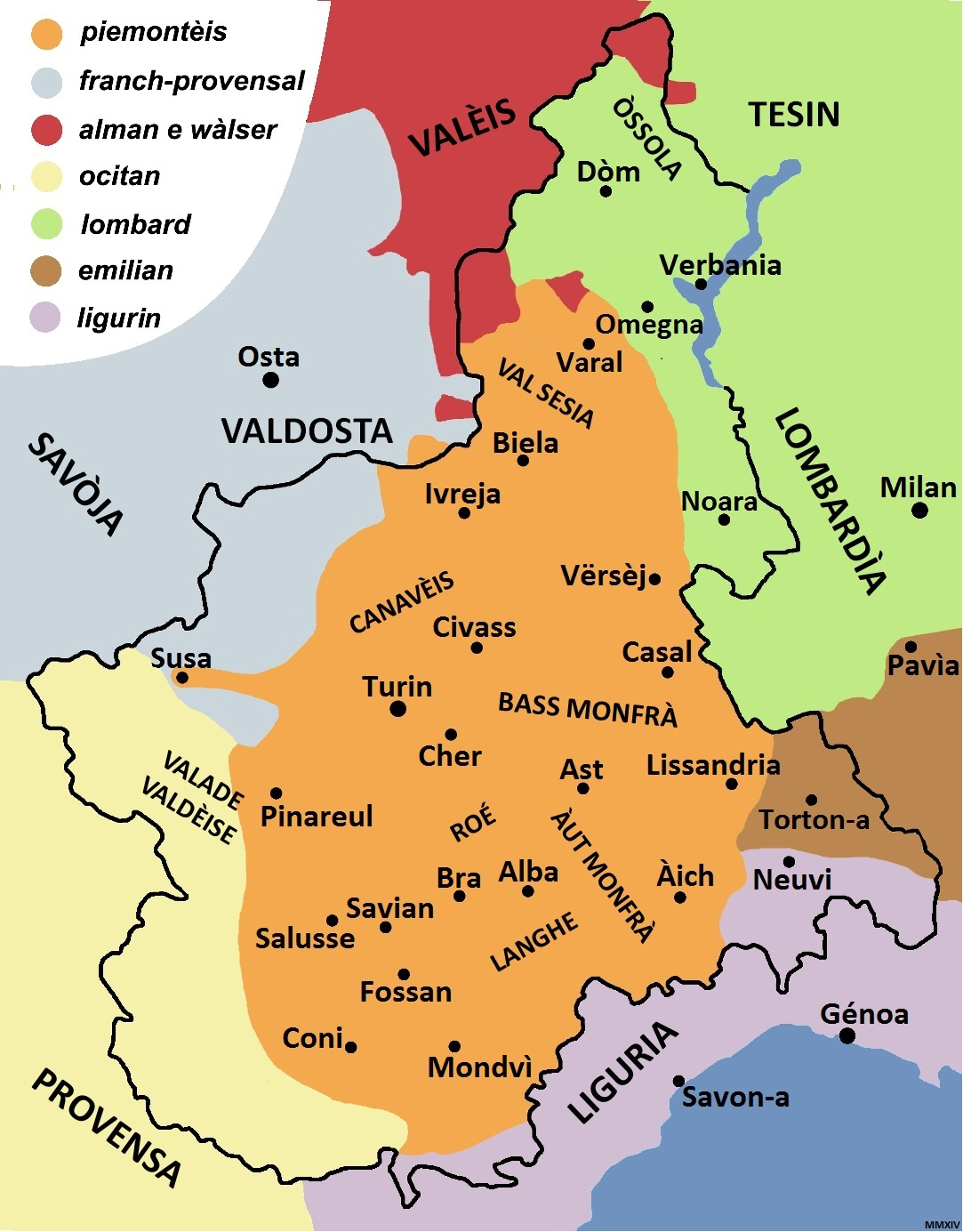
Piëmontees taalgebied (oranje) binnen de regio Piëmont

Piëmontees (Piemontèis) is een Romaanse taal. Het Piëmontees wordt gesproken in de Italiaanse regio Piëmont en heeft ongeveer twee miljoen sprekers. De ISO-639-3 code is pms. Geografisch en taalkundig kan de taal ingedeeld worden bij de Gallo-Italiaanse talen zoals het Lombardisch, Emiliaans, Ligurisch, Romagnools en Venetiaans.
Veel taalkundigen uit Europa en Noord-Amerika beschouwen het Piëmontees als aparte taal, terwijl het in Italië wordt gezien als een dialect. Het is dan ook geen officiële taal in het land.

## Huidige status
Zoals elders in Italië domineert het Italiaans de dagelijkse communicatie. Zowel in de tijd van het Koninkrijk Italië als daarna werd het gebruik van de taal niet aangemoedigd. Officieel om discriminatie te vermijden voor het grote aantal migranten dat naar de regio gekomen was, voornamelijk in Turijn.
In 2004 werd het Piëmontees door het regionale parlement erkend als regionale taal, hoewel de Italiaanse regering dit niet erkent. In theorie zou de taal op school onderwezen moeten worden, maar in praktijk gebeurt dit maar beperkt. In de decennia daarna werden er ook boeken en tijdschriften in het Piëmontees uitgegeven.
Talen: Algherees · Arbëresh · Arpitaans · Duits · Emiliaans · Frans · Friulisch · Gallurese · Griko · Italiaans · Ladinisch · Ligurisch · Napolitaans · Ouddalmatisch · Piëmontees · Romagnools · Sardijns · Siciliaans · Sloveens · Valdostaans · Venetiaans